# Badminton na Igrzyskach Azjatyckich 2018
Badminton na Igrzyskach Azjatyckich 2018 – jedna z dyscyplin rozgrywana podczas igrzysk azjatyckich w Dżakarcie i Palembangu. Zawody odbyły w dniach 19 – 28 sierpnia na Stadionie Gelora Bung Karno w stolicy Indonezji. Do rywalizacji w siedmiu konkurencjach przystąpiło 229 zawodników z 20 państw.

## Uczestnicy
W zawodach wzięło udział 232 zawodników z 20 państw.
| Reprezentacja    | Liczba zawodników |
| ---------------- | ----------------- |
| Afganistan       | 2                 |
| Arabia Saudyjska | 2                 |
| Chiny            | 20                |
| Chińskie Tajpej  | 20                |
| Hongkong         | 20                |
| Indie            | 20                |
| Indonezja        | 20                |
| Iran             | 2                 |
| Japonia          | 21                |
| Korea Południowa | 20                |
| Makau            | 4                 |
| Malediwy         | 10                |
| Malezja          | 15                |
| Mongolia         | 7                 |
| Nepal            | 8                 |
| Pakistan         | 8                 |
| Sri Lanka        | 6                 |
| Tajlandia        | 20                |
| Uzbekistan       | 1                 |
| Wietnam          | 6                 |
| 20 reprezentacji | 232               |

## Medaliści
| Konkurencja      | Złoto | Srebro | Brąz |           |
| Mężczyźni        | Mężczyźni | Mężczyźni | Mężczyźni | Mężczyźni |
| ---------------- | --- | --- | --- | --------- |
| Gra pojedyncza   | Jonatan Christie | Chou Tien-chen | Anthony Sinisuka Ginting | [ 3 ]     |
| Gra pojedyncza   | Jonatan Christie | Chou Tien-chen | Kenta Nishimoto | [ 3 ]     |
| Gra podwójna     | Marcus Fernaldi Gideon Kevin Sanjaya Sukamuljo | Fajar Alfian Muhammad Rian Ardianto | Li Junhui Liu Yuchen | [ 4 ]     |
| Gra podwójna     | Marcus Fernaldi Gideon Kevin Sanjaya Sukamuljo | Fajar Alfian Muhammad Rian Ardianto | Lee Jhe-huei Lee Yang | [ 4 ]     |
| Zawody drużynowe | Chiny · Chen Long · Li Junhui · Lin Dan · Liu Cheng · Liu Yuchen · Qiao Bin · Shi Yuqi · Wang Yilyu · Zhang Nan · Zheng Siwei                                                  | Indonezja · Tontowi Ahmad · Mohammad Ahsan · Fajar Alfian · Muhammad Rian Ardianto · Jonatan Christie · Gideon Markus Fernaldi · Anthony Sinisuka Ginting · Ihsan Maulana Mustofa · Ricky Karandasuwardi · Kevin Sanjaya Sukamuljo | Japonia · Takuro Hoki · Takuto Inoue · Takeshi Kamura · Yuki Kaneko · Kento Momota · Kenta Nishimoto · Keigo Sonoda · Riichi Takeshita · Kanta Tsuneyama · Yuta Watanabe                                                                       | [ 5 ]     |
| Zawody drużynowe | Chiny · Chen Long · Li Junhui · Lin Dan · Liu Cheng · Liu Yuchen · Qiao Bin · Shi Yuqi · Wang Yilyu · Zhang Nan · Zheng Siwei                                                  | Indonezja · Tontowi Ahmad · Mohammad Ahsan · Fajar Alfian · Muhammad Rian Ardianto · Jonatan Christie · Gideon Markus Fernaldi · Anthony Sinisuka Ginting · Ihsan Maulana Mustofa · Ricky Karandasuwardi · Kevin Sanjaya Sukamuljo | Chińskie Tajpej · Chen Hung-ling · Chou Tien-chen · Hsu Jen-hao · Lee Jhe-huei · Lee Yang · Lu Ching-yao · Wang Chi-lin · Wang Tzu-wei · Yang Chih-chieh · Yang Po-han                                                                         | [ 5 ]     |
| Kobiety          | | | |           |
| Gra pojedyncza   | Tai Tzu-ying | Pusarla Venkata Sindhu | Saina Nehwal | [ 6 ]     |
| Gra pojedyncza   | Tai Tzu-ying | Pusarla Venkata Sindhu | Akane Yamaguchi | [ 6 ]     |
| Gra podwójna     | Chen Qingchen Jia Yifan | Misaki Matsutomo Ayaka Takahashi | Greysia Polii Apriani Rahayu | [ 7 ]     |
| Gra podwójna     | Chen Qingchen Jia Yifan | Misaki Matsutomo Ayaka Takahashi | Yuki Fukushima Sayaka Hirota | [ 7 ]     |
| Zawody drużynowe | Japonia · Yuki Fukushima · Arisa Higashino · Sayaka Hirota · Misaki Matsutomo · Aya Ohori · Nozomi Okuhara · Sayaka Sato · Ayaka Takahashi · Akane Yamaguchi · Koharu Yonemoto | Chiny · Cai Yanyan · Chen Qingchen · Chen Yufei · Gao Fangjie · He Bingjiao · Huang Dongping · Huang Yaqiong · Jia Yifan · Tang Jinhua · Zheng Yu                                                                                  | Indonezja · Fitriani · Della Destiara Haris · Ruselli Hartawan · Ni Ketut Mahadewi Istirani · Lilyana Natsir · Greysia Polii · Rizki Amelia Pradipta · Apriani Rahayu · Debby Susanto · Gregoria Mariska Tunjung                               | [ 8 ]     |
| Zawody drużynowe | Japonia · Yuki Fukushima · Arisa Higashino · Sayaka Hirota · Misaki Matsutomo · Aya Ohori · Nozomi Okuhara · Sayaka Sato · Ayaka Takahashi · Akane Yamaguchi · Koharu Yonemoto | Chiny · Cai Yanyan · Chen Qingchen · Chen Yufei · Gao Fangjie · He Bingjiao · Huang Dongping · Huang Yaqiong · Jia Yifan · Tang Jinhua · Zheng Yu                                                                                  | Tajlandia · Chayanit Chaladchalam · Pornpawee Chochuwong · Ratchanok Intanon · Nitchaon Jindapol · Jongkongphan Kittiharakul · Phataimas Muenwong · Busanan Ongbumrungpan · Rawinda Prajongjai · Puttita Supajirakul · Sapsiree Taerattanachai | [ 8 ]     |
| Mikst            | | | |           |
| Gra mieszana     | Zheng Siwei Huang Yaqiong | Tang Chun Man Tse Ying Suet | Wang Yilyu Huang Dongping | [ 9 ]     |
| Gra mieszana     | Zheng Siwei Huang Yaqiong | Tang Chun Man Tse Ying Suet | Tontowi Ahmad Lilyana Natsir | [ 9 ]     |

## Tabela medalowa
| Pozycja | Reprezentacja   | Złoto | Srebro | Brąz | Razem |
| ------- | --------------- | ----- | ------ | ---- | ----- |
| 1.      | Chiny           | 3     | 1      | 2    | 6     |
| 2.      | Indonezja       | 2     | 2      | 4    | 8     |
| 3.      | Japonia         | 1     | 1      | 4    | 6     |
| 4.      | Chińskie Tajpej | 1     | 1      | 2    | 4     |
| 5.      | Indie           | 0     | 1      | 1    | 2     |
| 6.      | Hongkong        | 0     | 1      | 0    | 1     |
| 7.      | Tajlandia       | 0     | 0      | 1    | 1     |
| Razem   | Razem           | 7     | 7      | 14   | 28    |